# Myrtos (Strand)
Koordinaten: 38° 20′ 37″ N, 20° 32′ 10″ O

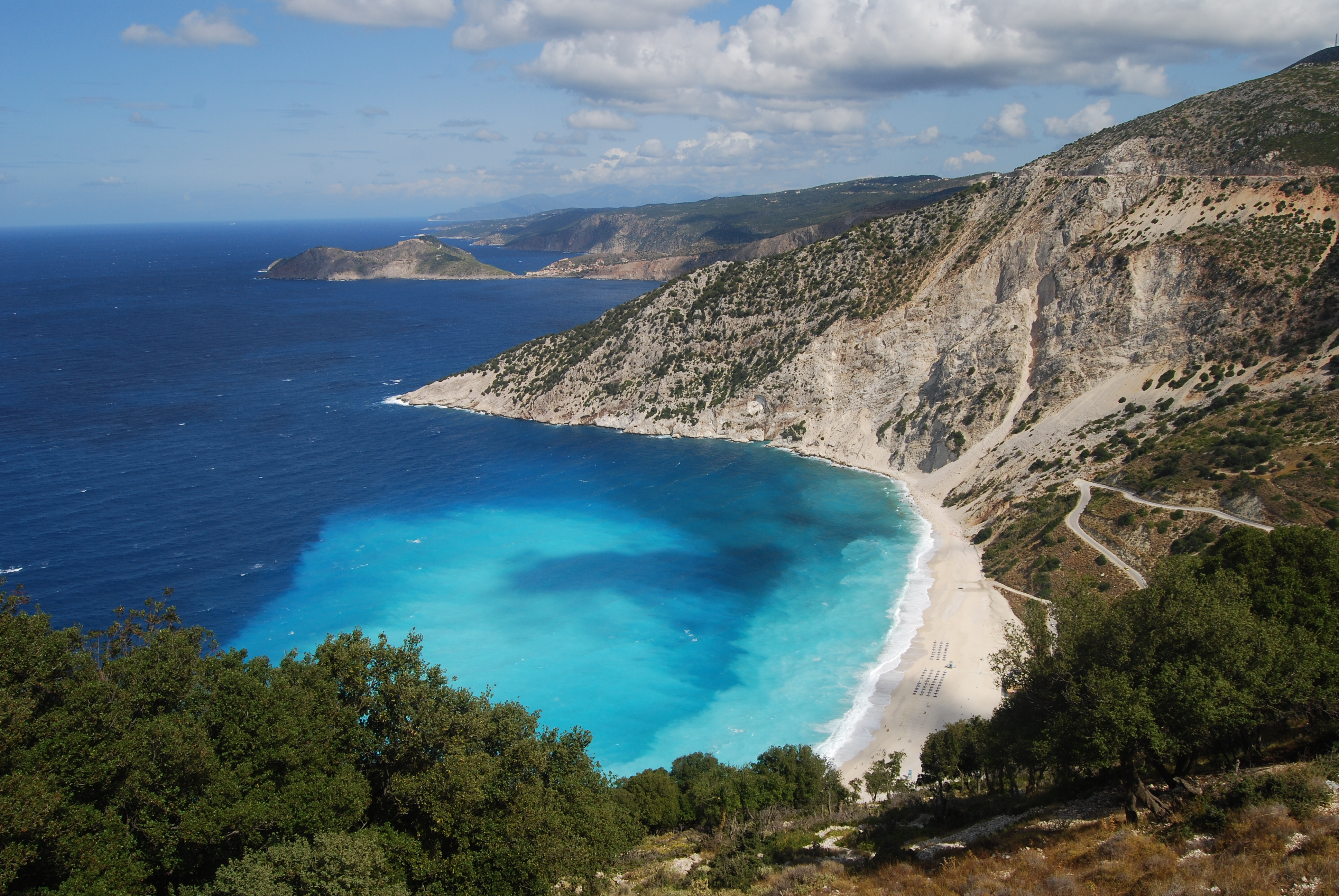
Der Blick von der Steilwand

Myrtos (griechisch Μύρτος (m. sg.)) ist ein Kieselstrand in der gleichnamigen Bucht auf Kefalonia im Gemeindebezirk Pylaros.

## Lage und Infrastruktur
Eingerahmt wird dieser durch eine Steilwand inmitten der beiden Berge Agia Dynati und Kalon Oros (901 m ü. M.), von der Straße auf etwa 800 m ü. M. bietet sich ein panoramischer Blick auf den Strand. Es handelt sich um ein Bruch- und Schollengebiet par exellence, dessen Entstehung auf die jüngere Bruch- und Erdbebenbildung zurückgeht, die sämtliche in der ursprünglichen Altersstellung der Gebirgszonen vorhandenen Höhenunterschiede umgestaltet hat.
Die Gegend ist landschaftlich geschützt und darf nicht bebaut werden. Eine Ausnahme ist ein einziges Haus, welches Bestandschutz genießt, welches vor rund 5 Jahrzehnten mit einer Baugenehmigung errichtet wurde.
Erschlossen ist der Strand über eine Straße, die seit 2006 am Ende eine Wendeschleife hat. Entlang dieser sind Parkplätze angelegt. Von Agia Efimia aus gibt es eine Busverbindung, jedoch wird zum Besuch des Strands zumeist der Individualverkehr genutzt. Am Strand befindet sich ein Pavillon der Gemeinde, an dem Getränke verkauft werden.

## Bedeutung

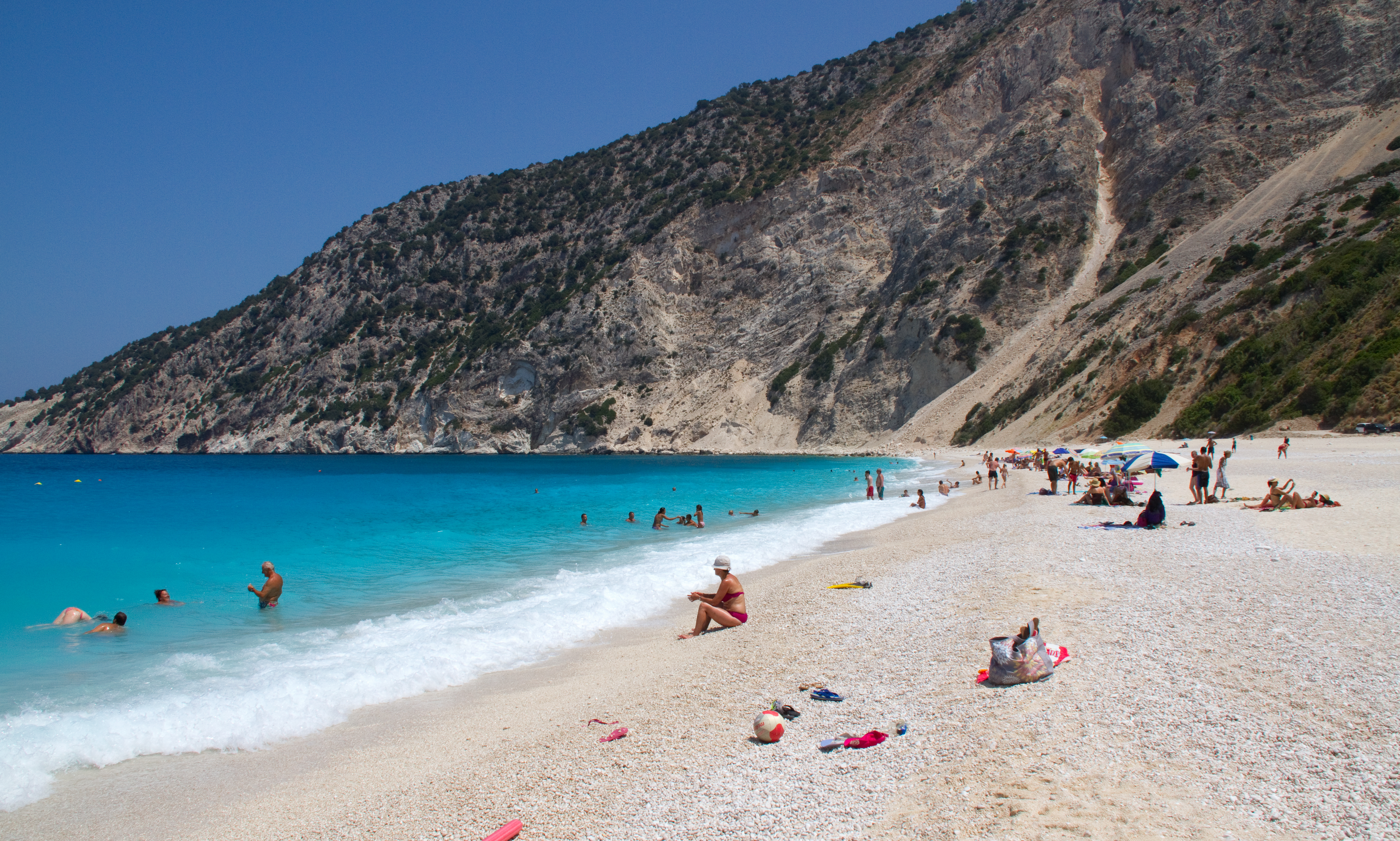
Badebetrieb am Kieselstrand

Myrtos findet sich (nicht zuletzt aufgrund der landschaftlichen Einbettung und des Blicks von der Steilwand) als Abbildung in zahlreichen Publikationen über Griechenland. Verglichen wird der Strand mit dem Strand Petani im Westen der Insel.
Auch hat er zahlreiche Auszeichnungen bekommen, so etwa bester griechischer Strand (12 Mal in Folge) oder Nr. 36 der weltweiten Reiseziele, die Nr. 6 der Top-Ten-Strände in Europa, World's best beaches Nr. 5 „Traumort des Tages: Der vielleicht schönste Strand am Mittelmeer“ (Geo) oder als Reiseempfehlung des Daily Telegraph usw.